# Gyanvapi-Moschee

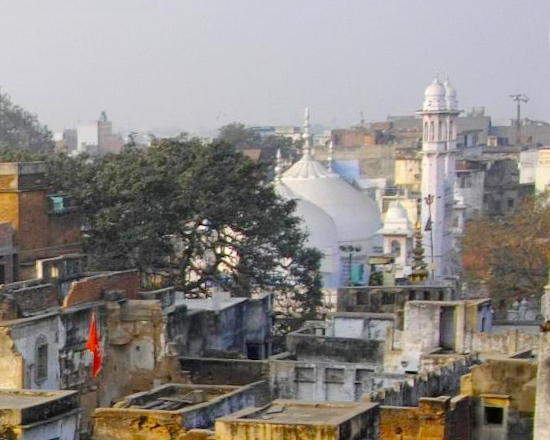
Gyanvapi-Moschee

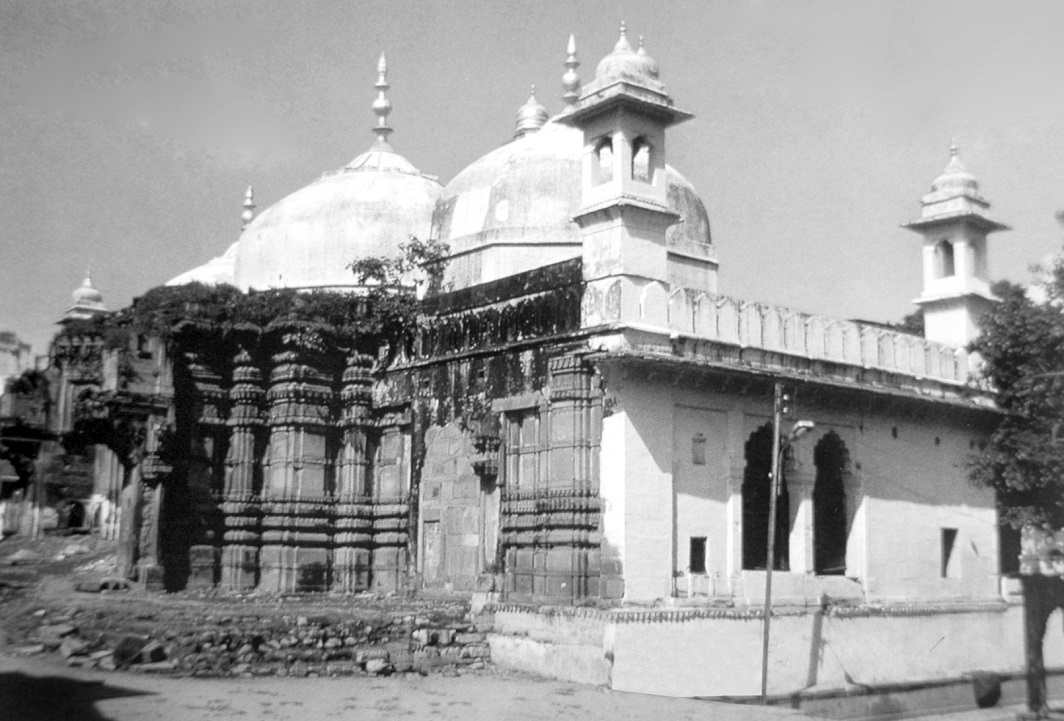
Gyanvapi-Moschee und Reste des alten Hindu-Tempels

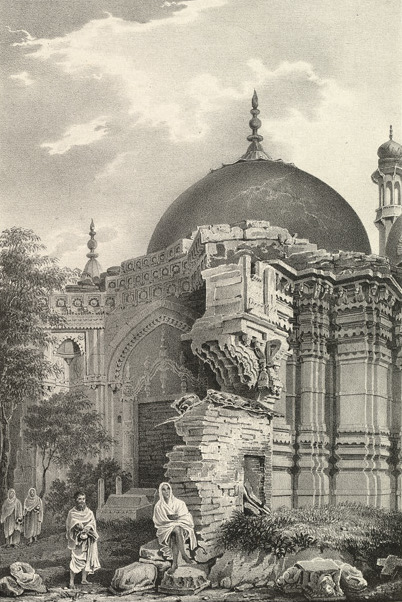
Dto., Zeichnung von James Prinsep (um 1834)

Die Gyanvapi-Moschee ist eine Moschee in der Millionenstadt Varanasi im indischen Bundesstaat Uttar Pradesh.

## Lage
Die Gyanvapi-Moschee befindet sich nördlich des Dashaswarmedh Ghat im nordöstlichen Teil der mittelalterlichen Altstadt von Varanasi. Das Westufer des Ganges mit seinen Ghats ist nur etwa 50 m in östlicher Richtung entfernt.

## Geschichte
Der Bau der Moschee wurde um das Jahr 1669 vom Mogulherrscher Aurangzeb veranlasst. Ursprünglich befand sich an dieser Stelle der dem Hindu-Gott Shiva geweihte Kashi-Vishwanath-Tempel. Dieser hinduistische Tempelkomplex wurde unter den muslamischen Mogulherrschern mehrmals zerstört und an gleicher Stelle wurde schließlich um das Jahr 1678 die Gyanvapi-Moschee fertiggestellt. Die einsturzgefährdeten Minarette wurden in den 1830er Jahren vom Briten James Prinsep restauriert.
Um das Jahr 1780 errichteten in unmittelbarer örtlicher Nachbarschaft hinduistische Herrscher den Neubau des Kashi-Vishwanath-Tempels. Einige hinduistische Prediger und indische Nationalisten fordern gegenwärtig, die Moschee abzureißen und dort wieder einen Shiva-Tempel zu errichten. Das Ganze sollte jedoch vor Gericht entschieden werden; außerdem sollten archäologische Untersuchungen erfolgen. Der Archaeological Survey of India (ASI) stellte im Januar 2024 fest, dass an der Stelle der Moschee tatsächlich ein Hindu-Tempel mit Devanagari-Inschrirften gestanden habe.

## Architektur
Die Gyanvapi-Moschee ist – im Vergleich zu den großen Freitagsmoscheen in Delhi, Agra, Fatehpur Sikri und Lahore – ein eher kleiner Bau aus der späten Mogulzeit. In seinem Kern besteht der Bau aus Ziegelsteinen, die jedoch außen wie innen mit weißen Marmorplatten verkleidet wurden. Das Eingangsportal wird gerahmt von zwei Minaretten mit Rundbalkonen (Şerefe) und Laternen als oberem Abschluss. Die drei Kuppeln schließen mit umgedrehten Lotosblüten und vergoldeten Kugelstäben.